# Ixodes nitens
Ixodes nitens är en fästingart som beskrevs av Neumann 1904. Ixodes nitens ingår i släktet Ixodes och familjen hårda fästingar. Inga underarter finns listade i Catalogue of Life.